# Jack Horner (Politiker)
John „Jack“ Henry Horner (* 20. Juli 1927 in Blaine Lake, Saskatchewan; † 18. November 2004 in Calgary, Alberta) war ein kanadischer Politiker.

## Biografie

### Berufliche und politische Laufbahn
Horner wurde bereits 1945 mit 18 Jahren Manager einer im väterlichen Besitz befindlichen Farm und 1947 Eigentümer einer eigenen Farm.
Er begann seine politische Laufbahn als Kandidat der Progressiv-konservativen Partei Kanadas (PC) 1958 mit der erstmaligen Wahl zum Abgeordneten des Kanadischen Unterhauses. Dort vertrat er zunächst den Wahlkreis Acadia und dann seit 1968 den neugeschaffenen Wahlkreis Crowfoot. Innerhalb kürzester Zeit erwarb er den Ruf eines erzkonservativen Sprechers der Farmer Westkanadas und gehörte damit zum Kreis der sogenannten „Diefenbaker Cowboys“.
1976 bewarb er sich um die Nachfolge von Robert Stanfield als Vorsitzender der PC, unterlag jedoch Joe Clark. Am 20. April 1977 trat er aus der PC aus, da Clark ihm für die nächste Unterhauswahl 1979 keine Unterstützung für eine erneute Kandidatur im Wahlkreis Crowfoot zugesichert hätte. Stattdessen wurde er Mitglied der Liberalen Partei Kanadas (LP).
Bereits am nächsten Tag berief ihn der liberale Premierminister Pierre Trudeau zum Minister ohne Geschäftsbereich in seine Regierung. Einige Monate später wurde er im Rahmen einer Regierungsumbildung im September 1977 zum Minister für Industrie, Gewerbe und Handel in Trudeaus Kabinett ernannt. Nach der Wahlniederlage der Liberalen Partei Kanadas bei der Wahl 1979 schied Horner aus der Regierung sowie aus dem Unterhaus aus.
Kurze Zeit später wurde er jedoch zum Vorstandsmitglied der Canadian National Railway ernannt, dessen Vorstandsvorsitzender er zwischen 1982 und 1984 war. Im Anschluss war er von 1984 bis 1988 Administrator der Agentur für Getreide in der Prärieregion (Prairie Grain Agency).

### Familie
Horners Vater Ralph Horner war wie er Vorstandsmitglied der Canadian National Railway und von 1933 bis zu seinem Tod 1964 Mitglied des Kanadischen Senats als Vertreter der Provinz Saskatchewan.
Sein älterer Bruder Hugh Horner war zwischen 1958 und 1967 ebenfalls Abgeordneter des Unterhauses und zeitweise Minister in der Regierung von Alberta. Sein jüngerer Bruder Norval Horner war zwischen 1972 und 1974 auch Abgeordneter des Unterhauses ebenso wie sein Cousin Albert Horner, der von 1958 bis 1968 Abgeordneter des Unterhauses war.
Sein Neffe Doug Horner, Sohn von Hugh Horner, ist Minister und seit 2010 auch Stellvertretender Premierminister der Provinz Alberta.